# Базеян, Альберт Мушегович
Альбе́рт Муше́гович Базея́н (арм. Ալբերտ Մուշեղի Բազեյան, 28 мая 1956, село Ланджахпюр, Нор-Баязетский район) — армянский государственный и политический деятель.

## Биография
1971—1976 — Армянский государственный институт физической культуры. Тренер-педагог. Кандидат педагогических наук. Награждён орденом Боевого Креста II степени (1996).
1984—1987 — аспирантура Московского центрального института физкультуры.
1976—1977 — служил в советской армии.
1978—1979 — работал тренером-методистом в ДСО «Ашхатанк».
1980—1982 — работал тренером, преподавателем в Армянском государственном институте физкультуры.
1982—1984 — командирован в Москву как стажер-исследователь.
1988—1993 — научный сотрудник в Армянском государственном институте физкультуры.
1993—1999 — заместитель председателя правления союза добровольцев «Еркрапа».
1993—1994 — начальник управления министерства обороны Армении.
1996—1999 — был депутатом парламента. Вице-спикер парламента Армении. Руководитель депутатской группы «Еркрапа».
30 мая 1999 — вновь избран депутатом. Член фракции «Единство».
1999—2001 — был мэром г. Еревана.
2003—2007 — был депутатом парламента. Член постоянной комиссии по обороне, национальной безопасности и внутренним делам. Председатель политсовета партии «Республика».